# 2008年北京オリンピックのベラルーシ選手団
2008年北京オリンピックのベラルーシ選手団（2008ねんペキンオリンピックのベラルーシせんしゅだん）は、2008年8月8日から8月24日にかけて中国の北京を主として開催された2008年北京オリンピックのベラルーシ選手団、およびその競技結果。

## 概要
今大会は金メダル3個、銀メダル4個、銅メダル7個の合計14個のメダルを獲得した。

## メダル
| メダル | 選手名 | 競技                 | 種目                     |
| ------ | --- | -------------------- | ------------------------ |
| 金     | アンドレイ・アラムナウ | ウエイトリフティング | 男子105kg級              |
| 金     | アンドレイ・バダノビッチ アレクサンドル・バダノビッチ                                                                                       | カヌー               | 男子C2人乗り1000m        |
| 金     | ゾルタン・カメレル ボトンド・シュトルツ アコシュ・ベレケイ ガボル・ホルバト                                                                 | カヌー               | 男子K4人乗り1000m        |
| 銀     | ワディム・デフヤトフスキー | 陸上                 | 男子ハンマー投           |
| 銀     | アンドレイ・クラウチャンカ | 陸上                 | 男子十種競技             |
| 銀     | インナ・ジュコワ | 新体操               | 女子個人総合             |
| 銀     | ムラト・ガイダロフ | レスリング           | 男子フリースタイル74kg級 |
| 銅     | イワン・チホン | 陸上                 | 男子ハンマー投           |
| 銅     | エカテリーナ・カルステン | ボート               | 女子シングルスカル       |
| 銅     | ユリア・ビチュイク ナタリア・ヘカフ | ボート               | 女子舵なしペア           |
| 銅     | オレシャ・バブシュキナ アナスタシア・イワンコワ ジナイーダ・ルニナ グラフィラ・マルチノビッチ クセニア・サンコビッチ アリーナ・ツミロビッチ | 新体操               | 女子団体                 |
| 銅     | ミハイル・シャミョナウ | レスリング           | 男子 66kg級              |
| 銅     | アナスタシア・プロコペンコ | 近代五種             | 女子                     |
| 銅     | ラマン・ピアトルシェンカ ワジム・マフネフ                                                                                                   | カヌー               | 男子K2人乗り500m         |

## 陸上競技
- アンドレイ・ミフネビッチ（男子砲丸投げ 銅メダリスト）
- ワディム・デフヤトフスキー（男子ハンマー投げ 銀メダリスト）
- イワン・ティホン（男子ハンマー投げ 銅メダリスト）
- ナターリア・ミフネビッチ（女子砲丸投げ 銀メダリスト）
- ナドゼヤ・オスタプチュク（女子砲丸投げ 銅メダリスト）
- アクサナ・ミアンコワ（女子ハンマー投げ 金メダリスト）

## 水泳

### 競泳
- Stanislav Neverovsky（男子100m自由形）
- Pavel Sankovich（男子100m背泳ぎ）
- Viktar Vabishchevich（男子100m平泳ぎ）

## テニス
- ビクトリア・アザレンカ&タチアーナ・ポウチェク（女子ダブルス）

## ボート
- エカテリーナ・カルステン（女子シングルスカル 銅メダリスト）
- ユリア・ビチュク&ナターリア・ヘラフ（女子かじなしペア 銅メダリスト）

## バスケットボール
- 女子

## レスリング
- ミハイル・シャミョナウ（男子グレコローマンスタイル66kg級 銅メダリスト）
- アレフ・ミハロビッチ（男子グレコローマンスタイル74kg級）
- ムラト・ガイダロフ（男子フリースタイル74kg級 銅メダリスト）

## ウエイトリフティング
- アンドレイ・アラムナウ（男子105kg級 金メダリスト）
- アンドレイ・リバコウ（男子85kg級 銀メダリスト）
- ナスターシャ・ノビカワ（女子53kg級 銅メダリスト）

## 卓球
- タチアナ・コストロミナ（女子シングルス）

## フェンシング
- アリャクサンドル・ブイケビッチ（男子サーブル個人）
- 男子サーブル団体

## 柔道
- Konstantin Semenov（男子73kg級）
- シャルヘイ・シュンジカウ（男子81kg級）
- アンドレイ・カズショナク（男子90kg級）
- ユーリ・ルイバク（男子100kg超級）

## アーチェリー
- マクシム・クンダ（男子個人）